# قشلاق حاج إيمانلو محتمن
قشلاق حاج إيمانلو محتمن هي قرية في مقاطعة بارس أباد، إيران. عدد سكان هذه القرية هو 242 في سنة 2006.